# Trumieje (gromada)
Trumieje – dawna gromada, czyli najmniejsza jednostka podziału terytorialnego Polskiej Rzeczypospolitej Ludowej w latach 1954–1972.
Gromady, z gromadzkimi radami narodowymi (GRN) jako organami władzy najniższego stopnia na wsi, funkcjonowały od reformy reorganizującej administrację wiejską przeprowadzonej jesienią 1954 do momentu ich zniesienia z dniem 1 stycznia 1973, tym samym wypierając organizację gminną w latach 1954–1972.
Gromadę Trumieje z siedzibą GRN w Trumiejach utworzono – jako jedną z 8759 gromad na obszarze Polski – w powiecie kwidzyńskim w woj. gdańskim na mocy uchwały nr 19/III/54 WRN w Gdańsku z dnia 5 października 1954. W skład jednostki weszły obszary dotychczasowych gromad Klecewo, Butowo i Galinowo oraz miejscowość Wilkowo z dotychczasowej gromady Pawłowo ze zniesionej gminy Czarne Dolne w tymże powiecie. Dla gromady ustalono 12 członków gromadzkiej rady narodowej.
1 stycznia 1959 gromadę zniesiono, włączając jej obszar do gromad Krzykosy (miejscowości Jaromierz i Wracławek) i Czarne Dolne (miejscowości Trumieje, Klecewo, Wilkowo i Czarnotki) w powiecie kwidzyńskim w woj. gdańskim oraz do gromady Kisielice w powiecie suskim w woj. olsztyńskim (miejscowości Galinowo i Butowo).